# Luca Cambiaso
Pour les articles homonymes, voir Cambiaso.

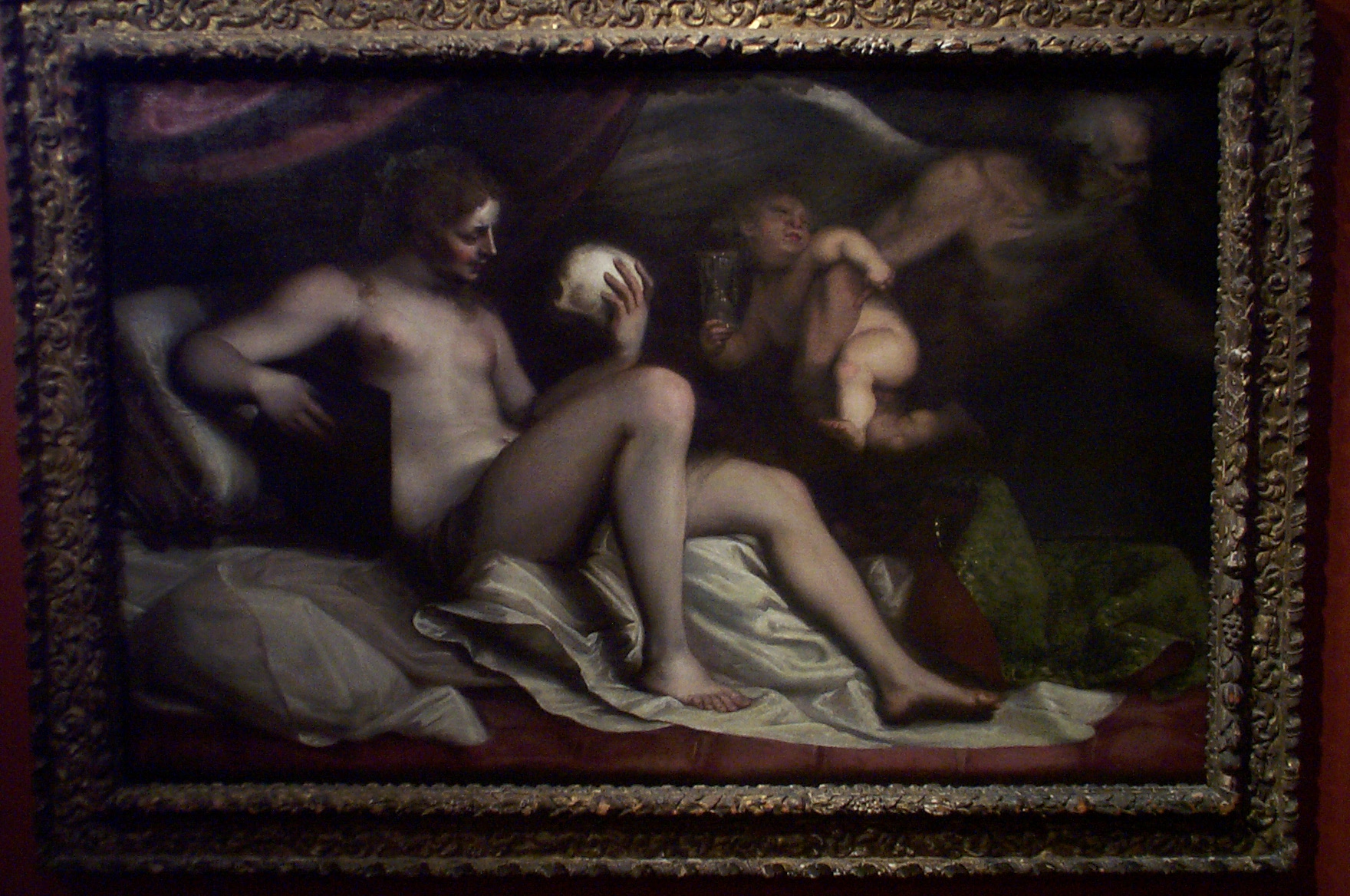
Vanité de l'amour terrestre, vers 1570, musée d'Art de La Nouvelle-Orléans.

Luca Cambiaso, ou Cambiasi, ou Cangiagio, dit Lucchetto da Genova, né à Moneglia le 18 octobre 1527 et mort à San Lorenzo de El Escorial le 6 septembre 1585 est un peintre italien se rattachant à l'école génoise.

## Biographie
Le père de Luca Cambiaso est le peintre Giovanni Cambiaso (1495-1579), né à San Quirico, un quartier de Gênes, lieu qu'il avait dû abandonner pour échapper aux troupes  du connétable de Bourbon.
Élève de son père Giovanni, il est vite influencé par les artistes du florissant maniérisme génois et dans lequel il développera ses propres modalités (un luminisme qui inspirera Georges de La Tour).
Ses premiers enseignements consistent à copier les projets des maîtres de la Renaissance italienne, à modeler des figures d'argile et surtout à étudier les fresques de Perin del Vaga, de Domenico Beccafumi et du Pordenone, récentes et exécutées pour le palais Andrea Doria à Gênes.
De l'art de Giovanni Cambiaso, on ne connaît que la première œuvre exécutée en 1545 en collaboration avec son fils Luca. Il s'agit du polyptyque de Breccanecca (Cogorno), commandé le 6 février 1545 par les Massari de l'église. L'acte notarial, retrouvé par Federico Alizeri, est conservé à l'église Sant'Antonino Martire de Cogorno.
Luca Cambiaso arrive à Rome peu après la mort de Perin del Vaga, son premier point de référence. L'autre artiste avec lequel il travaillera ensuite, Giovanni Battista Castello dit « le Bergamasque », est à peine parti de Rome. Il va ensuite en Émilie où il peut directement voir l'art de Parmigianino et du Corrège. Il traverse une première phase dans le style du Parmigianino avec l'Adoration des mages du couvent de San Domenico de Taggia.
En 1547 et 1548, les deux Cambiaso peignent à fresque le palais d'Antonio Doria à Acquasola — aujourd'hui la préfecture du palais Doria — avec une prévalence de la main de Giovanni dans les Histoires d'Hercule et dans celles de la Guerre de Troie, emprunts d'une forte influence du style de Michel-Ange, qui en rend l'atmosphère lourde.
À partir de 1570, ses retables adhèrent complètement aux principes de la Contre-Réforme.
En 1583, il accepte l'invitation de Philippe II d'Espagne pour accomplir une série de fresques commencées par Castello à l'église Saint-Laurent de l'Escurial. Il exécute un paradis sur la voûte de l'église (Couronnement de la Vierge, Martyre de saint Laurent, Gloire des Bienheureux), avec une multitude de figures, dans les derniers mois de sa vie. Pour ces travaux, il reçoit 2 000 ducats, probablement la plus grande somme pour un travail simple mais accompli dans une grande rigueur religieuse. Il mourra dans le monastère de l'Escurial le 6 septembre 1585.
Se dessins se caractérisent parfois par la schématisation des volumes en masses cubiques.
Son fils Orazio Cambiasi devint également peintre, et parmi ses élèves à Gênes figurent Battista Castello et son frère Bernardo Castello, Giovanni Battista Paggi, Francesco Spezzini et Lazzaro Tavarone.

## Œuvres

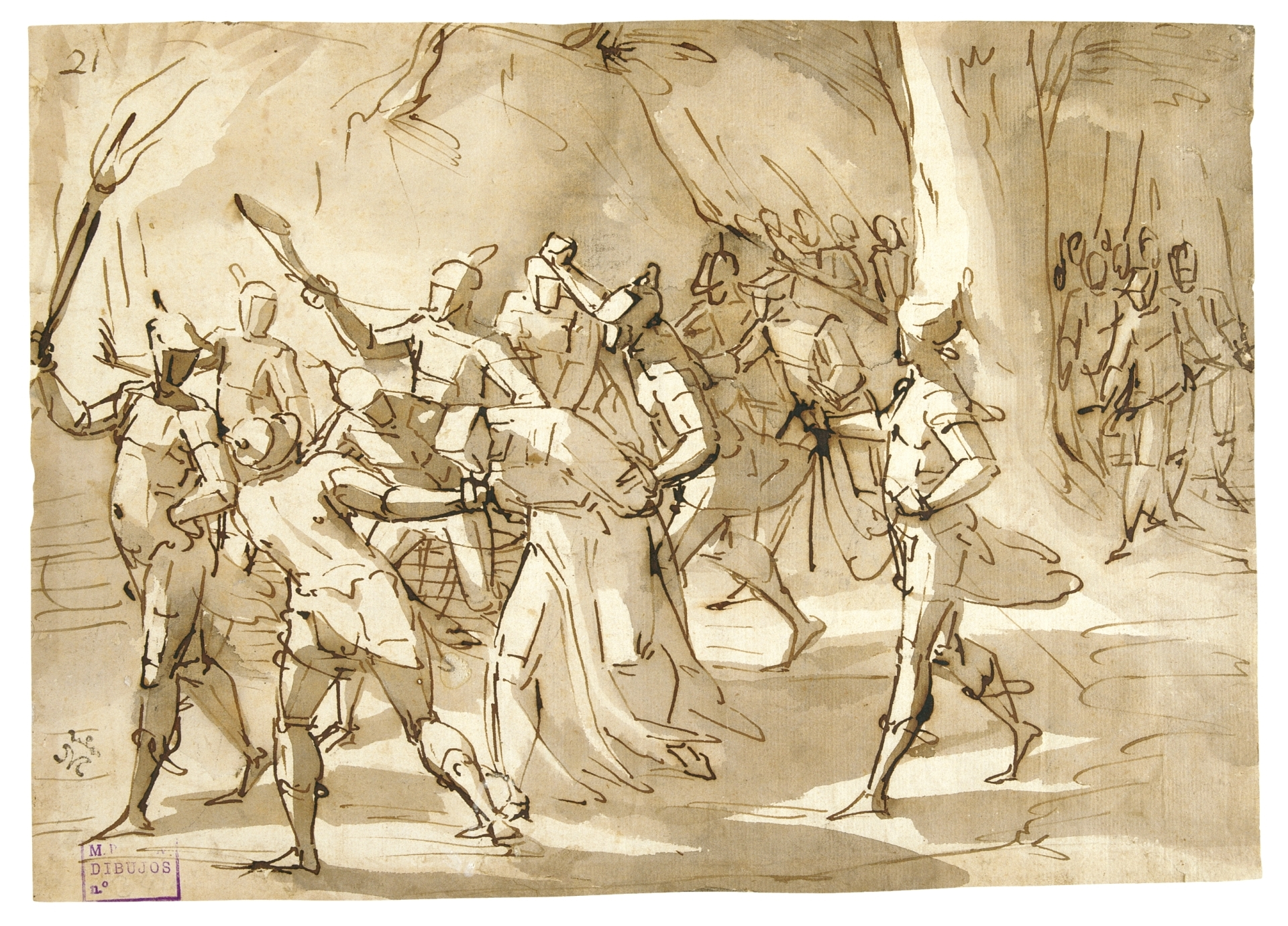
L'Arrestation du Christ, entre 1550 et 1575, Madrid, musée du Prado.

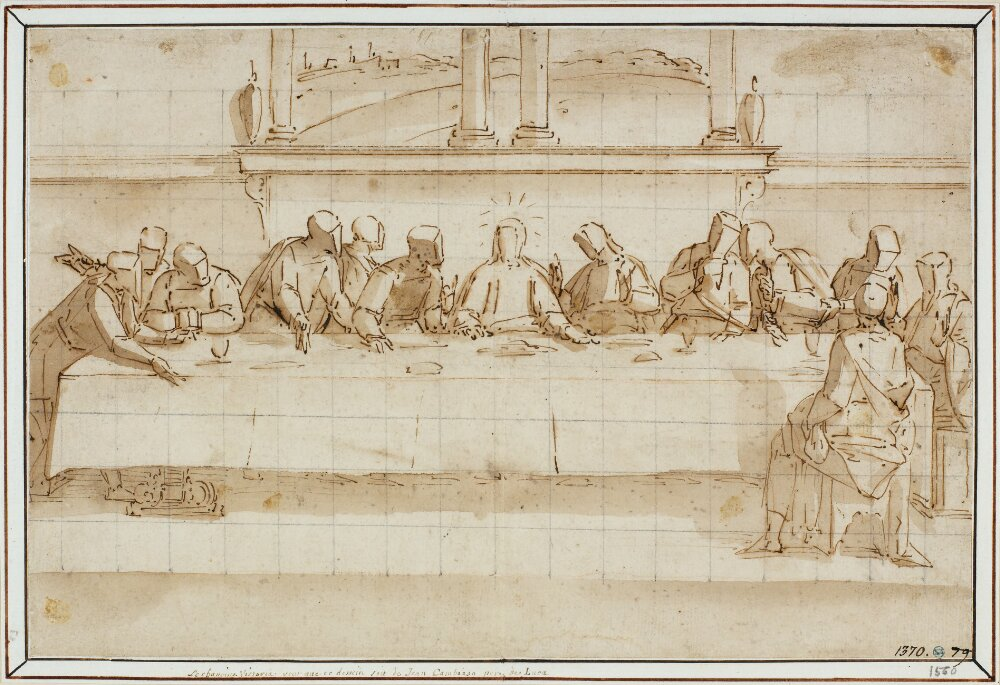
La Cène, Stockholm, Nationalmuseum.

- Vénus et Adonis, 1560-1565, huile sur toile, 188 × 105 cm, Paris, musée du Louvre.
- Vénus et Adonis, huile sur toile, 188 × 105 cm, localisation inconnue[2].
- La Vierge à l'Enfant avec le petit saint Jean et La Vierge à L'Enfant et la Madeleine, 1548, Gênes, Palazzo Bianco.
- Résurrection, 1563, Montalto Ligure, église San Giovanni Battista.
- Enlèvement des Sabines, 1565, fresque, Gênes, Villa Imperiale.
- Vierge à l'Enfant, sainte Élisabeth et saint Jean Baptiste, 1560-1570, Huile sur toile, 110 × 94 cm, musées civiques de Pavie[3].
- Présentation et mariage de la Vierge, 1569, Gênes, chapelle Lercari du Duomo di San Lorenzo.
- Vierge à l'Enfant, 1570-1580, Huile sur toile, 74 × 59 cm, Florence, musée des Offices.
- Vanité et Amour profane, vers 1570, New Orleans Museum of Art.
- Autoportrait, vers 1570, huile sur toile, 86 × 71 cm, Florence, musée des Offices[4].
- Saint Jean Baptiste del Groppo, fresques, Molini di Prelà.
- L'Adoration des mages, Taggia, couvent San Domenico.
- Évangélistes et prophètes, fresques, Lucinasco, église Santa Maria Maddalena.
- Fresques, Gênes, palais Lercari-Parodi.
- Retable avec les saints Corneille pape et Cyprien évêque, huile sur toile, Serra Riccò, paroissiale de San Cipriano.
- Vierge à la chandelle, Gênes, Palazzo Bianco.
- Polyptyque de Breccanecca (Cogorno), cinq panneaux d'une dimension totale de 167 × 146 cm dont on peut remarquer les éléments de la prédelle suivants :
  - Ascension du Christ, au centre ;
  - Saint Christophe et saint Antoine martyr ;
  - Ange et Vierge de l'Annonciation.
- Le Christ et la Samaritaine, Douai, musée de la Chartreuse.
- Saint Jérôme, huile sur toile, 80 × 72 cm, œuvre disparue depuis 1912, musée des Beaux-Arts d'Orléans[5].

## Sources
- (it) Cet article est partiellement ou en totalité issu de l’article de Wikipédia en italien intitulé « Luca Cambiaso » (voir la liste des auteurs).

- (en) Cet article est partiellement ou en totalité issu de l’article de Wikipédia en anglais intitulé « Luca Cambiasi » (voir la liste des auteurs).